# تونی دوور
تونی دوور (به فرانسوی: Tony Duvert) نویسنده قرن بیستم میلادی اهل فرانسه بود.